# Kilpijärvi (sjö i Varkaus, Norra Savolax)
Kilpijärvi är en sjö i kommunen Varkaus i landskapet Norra Savolax i Finland. Sjön ligger 101,8 meter över havet. Den är 12,22 meter djup. Arean är 51 hektar och strandlinjen är 4,49 kilometer lång. Sjön  ingår i Vuoksens huvudavrinningsområde.   Den ligger omkring 71 kilometer sydöst om Kuopio och omkring 300 kilometer nordöst om Helsingfors. 